# Magnus Tideman
Magnus Tideman, né le 9 avril 1963 à Uppsala, est un ancien joueur de tennis suédois.
Il est l'entraîneur de Jérémy Chardy depuis juillet 2013. Il a aussi entraîné Thomas Johansson au début des années 2000.

## Carrière
En simple, ses seuls résultats notables sont un quart de finale à Toulouse en 1982 et un 3e tour à Roland-Garros en 1983 en battant Manuel Orantes au deuxième tour.
En double, il a remporté le tournoi de Bordeaux avec Stefan Simonsson, a participé à la finale du tournoi de Stuttgart et à onze demi-finales. Sur le circuit Challenger, il s'est illustré à Tampere en 1982, Messine en 1984, Guarujá en 1985 et à Agadir et Lisbonne en 1987.

## Palmarès

### Titre en double messieurs
| No | Date       | Nom et lieu du tournoi           | Catégorie | Dotation | Surface      | Partenaire       | Finalistes                        | Score    |  |
| -- | ---------- | -------------------------------- | --------- | -------- | ------------ | ---------------- | --------------------------------- | -------- |  |
| 1  | 19-09-1983 | Grand Prix Passing Shot Bordeaux |           | 75 000 $ | Terre (ext.) | Stefan Simonsson | Francisco Yunis Juan Carlos Yunis | 6-4, 6-2 |  |

### Finale en double messieurs
| No | Date       | Nom et lieu du tournoi | Catégorie | Dotation  | Surface      | Vainqueurs            | Partenaire      | Score    |  |
| -- | ---------- | ---------------------- | --------- | --------- | ------------ | --------------------- | --------------- | -------- |  |
| 1  | 13-07-1987 | MercedesCup Stuttgart  |           | 200 000 $ | Terre (ext.) | Rick Leach Tim Pawsat | Mikael Pernfors | 6-3, 6-4 |  |

## Parcours dans les tournois duGrand Chelem

### En simple
| Année | Open d'Australie | Open d'Australie | Internationaux de France | Internationaux de France | Wimbledon       | Wimbledon   | US Open | US Open | Open d'Australie | Open d'Australie |
| ----- | ---------------- | ---------------- | ------------------------ | ------------------------ | --------------- | ----------- | ------- | ------- | ---------------- | ---------------- |
| 1983  | n.o.             | n.o.             | 3e tour (1/16)           | B. Gottfried             | 1er tour (1/64) | L. Courteau | —       | —       | —                | —                |
| 1988  | 2e tour (1/32)   | J. Svensson      | —                        | —                        | —               | —           | —       | —       | n.o.             | n.o.             |

N.B. : à droite du résultat se trouve le nom de l'ultime adversaire.

### En double
| Année | Open d'Australie              | Open d'Australie    | Internationaux de France    | Internationaux de France | Wimbledon                   | Wimbledon             | US Open | US Open | Open d'Australie | Open d'Australie |
| ----- | ----------------------------- | ------------------- | --------------------------- | ------------------------ | --------------------------- | --------------------- | ------- | ------- | ---------------- | ---------------- |
| 1983  | n.o.                          | n.o.                | 2e tour (1/16) J. Nyström   | J. Damiani R. Ycaza      | 1er tour (1/32) C. Panatta  | S. Birner L. Pimek    | —       | —       | —                | —                |
| 1985  | n.o.                          | n.o.                | 2e tour (1/16) R. Båthman   | J. Nyström M. Wilander   | —                           | —                     | —       | —       | —                | —                |
| 1986  | n.o.                          | n.o.                | 2e tour (1/16) M. Woodforde | H. Leconte S. Stewart    | 1er tour (1/32) R. Båthman  | A. Castle J. Turner   | —       | —       | n.o.             | n.o.             |
| 1987  | —                             | —                   | —                           | —                        | 1er tour (1/32) B. Levine   | H. Leconte M. Mečíř   | —       | —       | n.o.             | n.o.             |
| 1988  | 1/4 de finale J. Svensson     | M. Davis B. Drewett | —                           | —                        | 1er tour (1/32) J. Svensson | D. Felgate N. Fulwood | —       | —       | n.o.             | n.o.             |
| 1989  | 1er tour (1/32) J. Gunnarsson | J. Canter B. Derlin | —                           | —                        | —                           | —                     | —       | —       | n.o.             | n.o.             |

N.B. : le nom du ou de la partenaire se trouve sous le résultat ; le nom des ultimes adversaires se trouve à droite.